# Електрична машина
Електрична машина је енергетски претварач, који претвара механичку енергију у електричну и обрнуто. Машине које механичку енергију претварају у електричну енергију зову се електрични генератори, док се машине који електричну енергију претварају у механичку зову електрични мотори или електромотори. У електричне машине се понекад убрајају и трансформатори и уређаји енергетске електронике, које не мењају облик енергије, већ њен квалитет (промена напона, конверзија из наизменичне у једносмерну струју и обрнуто).
Већина електричних машина су реверзибилне, односно могу да врше и улогу генератора и улогу мотора, при чему долази до промене електричних и механичких величина, као што су напон, јачина струје, моменат и брзина обртања. Код реверзибилних машина, није потребно вршити измене у конструкцији, ни везама струјних кола, нити треба мењати начин спреге. Електричне машине су већином ротациони електромеханички претварачи, који врше обртно кретање. Мање заступљене су  електричне машине које стварају линеарно кретање и називају се линеарни мотори.

## Подела машина према врсти струје
Према врсти електричне струје коју користе или производе, електричне машине се деле на:
- Електричне машине за једносмерну струју
- Електричне машине за наизменичну струју

## Електромотори и генератори једносмерне струје
Мотор и генератор имају исту конструкцију и њихова структура се састоји од:
- статора, мирујући део машине у облику шупљег масивног гвозденог ваљка (јарма) од ливеног гвожђа, на чијем се спољашњем делу кутија за прикључак.[2]
- ротора је обртни део машине који се састоји од језгра, вратила, намотаја и колектора (комутатор).[2] Између статора и ротора налази се међугвожђе - ваздушни простор, односно зазор.[3] Језгро је ваљкастог облика и састављено је од лимених, међусобно изолованих лимова, нанизаних на вратило. По његовој површини су урезани жлебови око којих иду намотаји од лаком изоловане бакарне жице. На крајеве намотаја прикачени су колектори односно комутатор, у виду ламела од тврдог бакра, које образују прстен (побудни намотај) на крају вратила. На површину колектора належе известан број угљених четкица (дирки), које су смештене тачно на симетрали међу половима, у неутралној зони, тако да преко ламела колектора клизе угљене четкице (дирке), чиме је се омогућава довод струје код мотора, односно одвод код генератора.[2]

Ако се кроз проводнике намотаја пусти једносмерна струја, долази до побуђивања магнетног поља, чији поларитет зависи од смера струје. Ово поље је периодично.  Када се помоћу неке погонске машине ротор обрће константом брзином, у његовим проводницима се ствара електромоторна сила.
Машине једносмерне струје уграђују се у моторна возила, нпр. код већине аутомобила електромотор једносмерне струје је покретач (стартер), а генератор је једносмерне струје (динамо) производи електричну енергију за све потрошаче.
Динамомашина (генератор) је машина једносмерне струје која производи једносмерну струју за потрошаче на моторним возилима.

## Подела
У електричне машине наизменичне струје спадају:
- Обртни конвертори
- Трансформатори
- Синхроне машине и
- Асинхроне машине

### Обртни конвертор
Обртни конвертор (претварач) је електрична машина или агрегат машина, која претвара електричну енергију у електричну енергију.

### Синхроне машине
Синхрона машина се састоји од
- статора облика шупљег ваљка, са уздужним жлебовима на унутрашњој страни за намотаје
- ротора који уместо колектора на вратилу има два међусобно изолована прстена. Преко прстена иду намотаји, који се напајају једносмерном струјом, при чему се ствара стално магнетно поље.

## Примена
Електричне машине имају широку примену у индустрији, саобраћају, у домаћинствима. У оквиру електроенергетских система, електричне машине се користе за производњу у електранама, где се од примарних извора, енергија најчешће претвара у механички рад, а од њих се затим, уз помоћ генератора, добија електрична енергија. Она се помоћу трансформатора преноси на високе напоне и далеководима преноси до дистрибутивних система. Овде се електрична енергија поново трансформише на ниже напоне и доводи до индустријских потрошача, домаћинстава или пак користи у саобраћају. Од индустријских потрошача електрични мотори се налазе у оквиру стругова, преса, ваљаоница, глодалица, индустријских робота, манипулатора, конвејера, млинова, пумпи за потискивање флуида, вентилатора, елеватора, бушилица, виљушкара, као и других уређаја и направа у оквиру производних система. Електрични мотори су саставни део возила за транспорт: возови, аутобуси, аутомобили, бродови, авиони и др. У домаћинству их користе готово сви електрични апарати: усисивачи, млинови, ручни миксери, бушилице, фрижидери и многи други).